# Josep Ramoneda
Josep Ramoneda, né en 1949 à Cervera dans la province de Lérida, est un journaliste, philosophe et écrivain espagnol.

## Biographie
Il a été directeur de l'Institut des sciences humaines (1986-1989), collaborateur du journal La Vanguardia (1980-1996) et professeur de philosophie contemporaine à l'université autonome de Barcelone (1975-1990).
En 2011, il dirige le Centre de Cultura Contemporània de Barcelona et collabore au journal El País et à la chaîne télévisée Cadena SER, dans le programme "Hoy por Hoy" (Jour pour jour) et "Hora 25" (Heure 25). Il préside l'Institut de recherche et d'innovation de Paris. Il dirige les collections “Textos filosóficos” (Textes philosophique) des Éditions 62 et “Ensayo” (Essai) des Éditions Tusquets.
Il a publié de nombreux livres, parmi lesquels Apología del presente (Apologie du présent, aux Éditions Península, Barcelone 1989) et Después de la pasión política (Après la passion politique, Taurus, Madrid 1999).